# Johann Krieger
Johann Krieger, také Kruger, Krüger nebo Kriegher, (20. prosince 1651, Norimberk – 18. července 1735, Žitava) byl německý varhaník, cembalista a hudební skladatel. Byl mladším bratrem skladatele Johanna Philippa Kriegera.

## Život

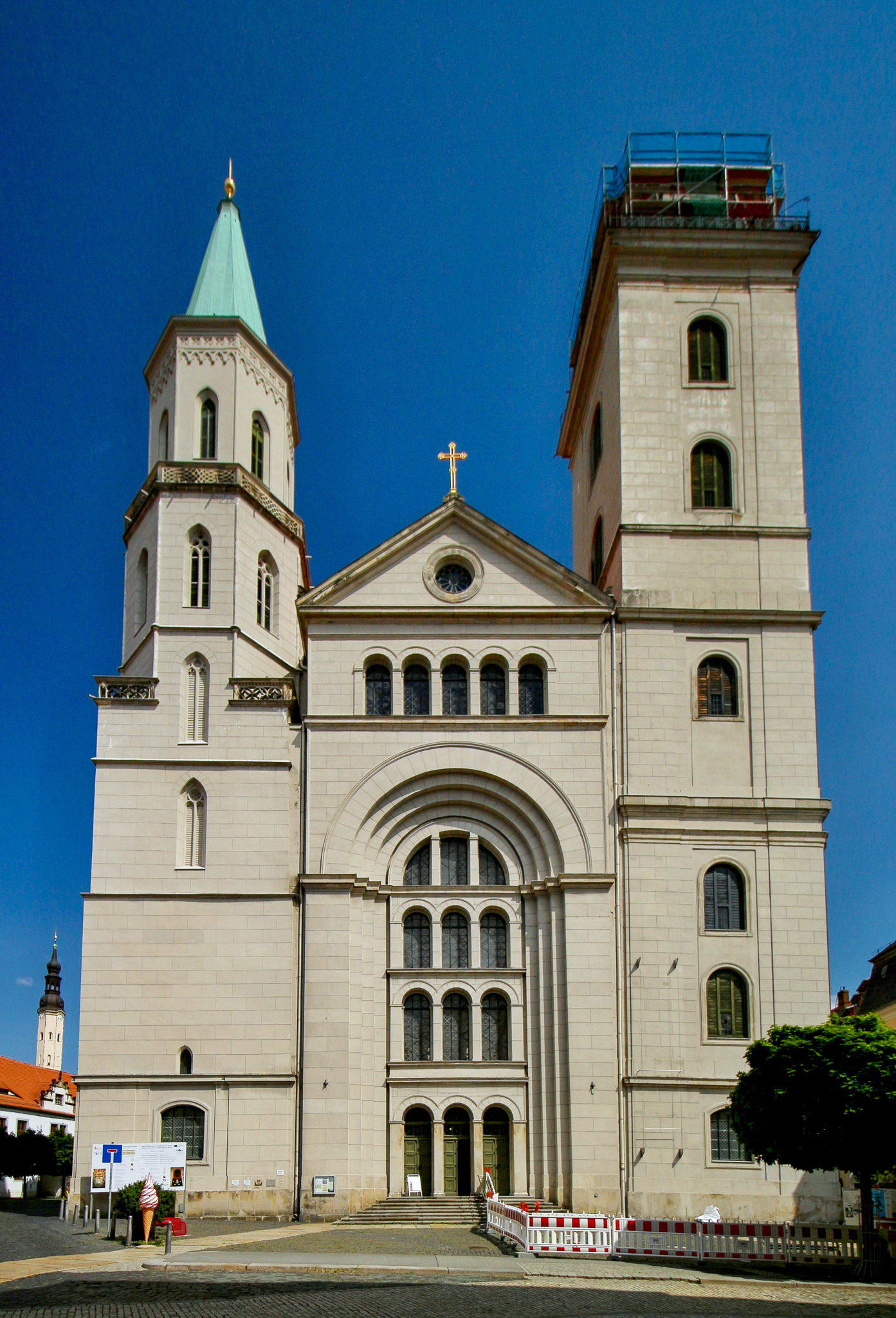
Kostel svatého Jana Křtitele v Žitavě

Johann a jeho starší bratr Johann Philipp pocházeli z rodiny barvířů a výrobců koberců sídlících v Norimberku. Nejsou nijak zpřízněni s jiným barokním skladatelem Adamem Kriegerem (1634–1666). Johann studoval zpěv u Heinricha Schwemmera (učitele Johanna Pachelbela) a zpíval po řadu let ve sboru chrámu sv. Sebalda v Norimberku. V letech 1661–1668 se učil hře na cembalo a kompozici u Georga Caspara Weckera.
Přibližně deset let studovali oba bratři společně. V roce 1671 studovali skladbu v Zeitzu. V následujícím roce odešel Johann Philipp do Bayreuthu a stal se tam dvorním varhaníkem. Velmi rychle povýšil na kapelníka a varhaníkem se místo něj stal Johann. V roce 1677 byl Johann Philipp zaměstnán jako dvorní varhaník v Halle a Johann se stal nejprve komorním hudebníkem v Zeitzu a později kapelníkem na dvoře hraběte Jindřicha I. v Greizu.
Když hrabě Heinrich v roce 1680 zemřel, působil Johann po necelé dva roky jako kapelník v Eisenbergu. Poté odešel do Žitavy, kde se stal varhaníkem a ředitelem kůru v kostele sv. Jana Křtitele (Johanniskirche). 18. listopadu 1686 se oženil s Marthou Sophií Försterovou. Ve funkci kapelníka a varhaníka zůstal po 53 let, až do své smrti v roce 1735. Byl aktivní až do posledních chvil svého života. Podle svědectví současníků sloužil v kostele ještě den před smrtí. Svého bratra přežil o 10 let. Na kůru kostela ho vystřídal jeho syn Adolph Gottlob Krieger (1698–1748).
Žitava byla zcela zničena v roce 1757 během Sedmileté války a kostel sv. Jana do základů zničen. S ním byla zničena i většina rukopisů skladeb Johanna Kriegera.

## Dílo
Byl velmi plodným skladatelem chrámové i světské hudby. Jelikož v Žitavě nebylo stálé divadlo, jeho scénická díla byla prováděna studenty místního gymnázia. Bývá řazen mezi nejdůležitější německé hudebníky své doby. Jeho dílo obdivoval i Georg Friedrich Händel. Výtisk Kriegrových klavírních skladeb (Anmuthige Clavier-Übung) si vzal s sebou do Anglie.

### Kantáty
- Confitebor tibi Domine (1686)
- Danket dem Herrn (1687)
- Danksaget dem Vater (1688)
- Der Herr ist mein Licht
- Dies ist der Tag (1687)
- Dominus illuminatio mea (1690)
- Frohlocket Gott in allen Landen (před 1717)
- Gelobet sey der Herr (1698)
- Gott ist unser Zuversicht
- Halleluja, lobet den Herrn (1685)
- Nun dancket alle Gott (1717)
- Rühmet den Herrn
- Sulamith, auf, auf zum Waffen (1717)
- Zion jaucht mit Freuden

### Moteta
- Also hat Gott die Welt geliebet (1717)
- Delectare in Domino (1717)
- Ihr Feinde weichet weg (1717)
- In te Domine speravi
- Laudate Dominum omnes gentes
- Laudate pueri Dominum

### Chrámová hudba
- 2 Magnificat
- 5 Sanctus

### Písně a árie
- Neue musicalische Ergetzligkeit, das ist Unterschiedene Erfindungen welche Herr Christian Weise, in Zittau von geistlichen Andachten, Politischen Tugend-Liedern und Theatralischen Sachen bishero gesetzet hat (Frankfurt a Lipsko, 1684)
  - Part 1: 30 náboženských písní
  - Part 2: 34 světských písní
  - Part 3: árií z oper
- 19 příležitostných písní publikovaných jednotlivě v letech 1684–1697

### Jevištní díla
Všechna tato díla byla ztracena s výjimkou instrumentálních částí a árií obsažených ve sbírce Neue musicalische Ergetzligkeit.
- Jakobs doppelte Heirat (1682)
- Der verfolgte David (1683)
- Die sicilianische Argenis (1683)
- Von der verkehrten Welt (1683)
- Nebucadnezar (1684)
- Der schwedische Regner (1684)
- Der politische Quacksalber (1684)
- Die vierte Monarchie (1684)
- Der Amandus-Tag (1688)
- Friedrich der Weise (1717)
- Die vormahlige zittauische Kirchen Reformation (drama) (1721)

### Cembalo
- Sechs musicalische Partien (fantasie a šest cembalových suit, Norimberk, 1697)
- Anmuthige Clavier-Übung (9 preludií, 5 ricercar, 7 fug, 2 toccaty, 1 fantasie, 1 chaconna; Norimberk, 1698):
- Rozličné jednotlivé skladby v rukopise: chorálové partity Herr Christ der einig Gottes Sohn, In dich hab ich gehoffet, Herr a další chorálové předehry, fugy, fantasie, passacaglia a další.